# Corpus Inscriptionum Latinarum

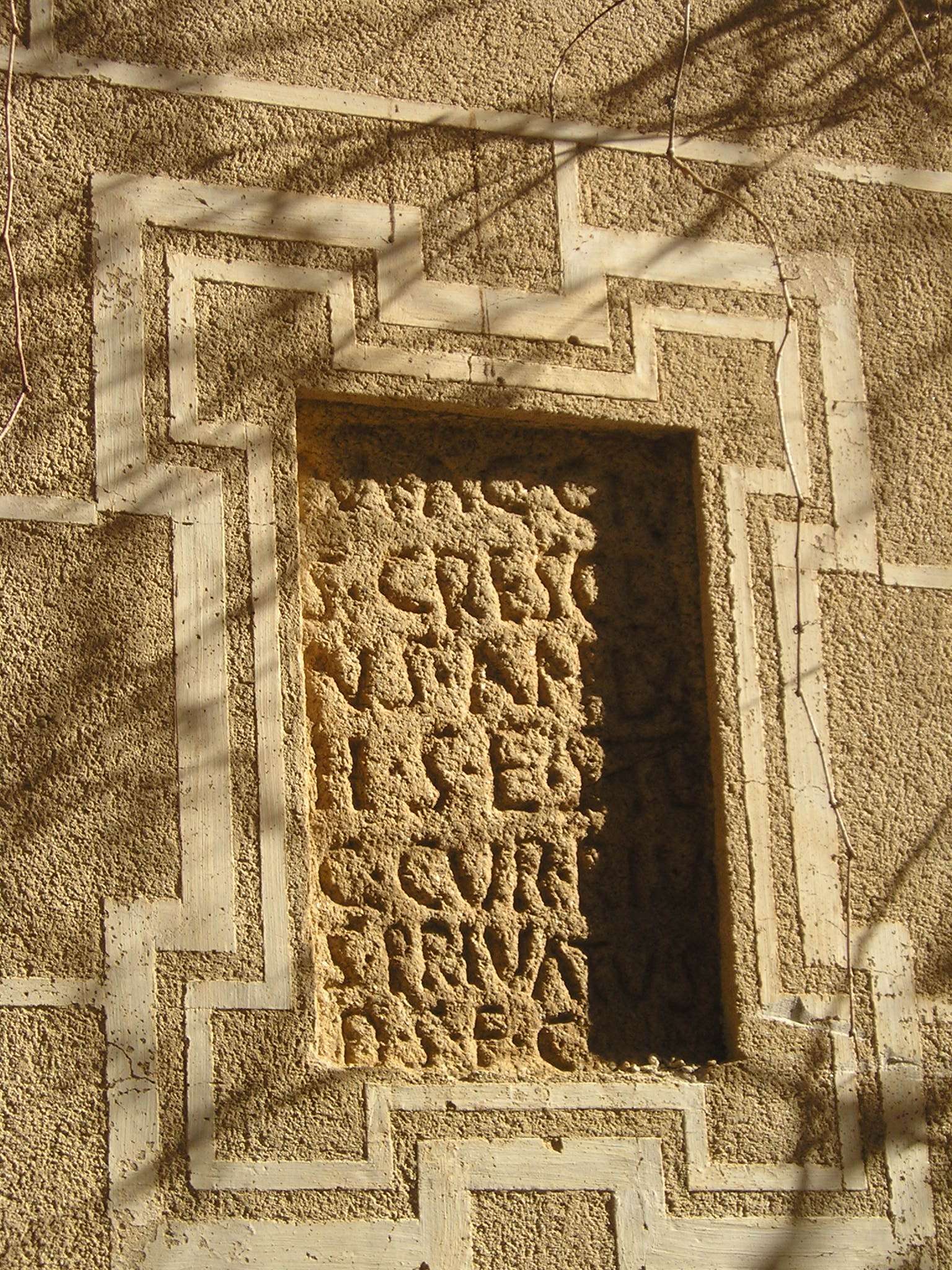
Inscripció trobada a la paret d'un edifici a Càceres (CIL: II, 697)

El Corpus Inscriptionum Latinarum (CIL) és un catàleg d'antigues inscripcions en llengua llatina. Serveix com a font d'estudi de la història de l'antiga Roma i per aclarir punts poc documentats de la seva cultura. El catàleg aplega tant inscripcions oficials fetes per organismes públics, com altres de caràcter privat. El Corpus no és un catàleg tancat, continuen sortint suplements i noves edicions actualitzant el seu contingut amb cada nova troballa.
El CIL va ser fundat el 1853 pel catedràtic Theodor Mommsen, professor de la Universitat de Berlin, per això les sigles CIL també corresponen a la secció de l'Acadèmia de Ciències de Berlin-Brandenburg responsable de compilar dades sobre inscripcions en llatí.

## El contingut
El CIL aplega totes les inscripcions trobades a qualsevol lloc del territori pertanyent a l'antic Imperi Romà, classificant-les geogràficament. Els primers volums recollien els escrits sobre inscripcions reconeguts per autoritats en la matèria que s'havien publicat fins al moment. Cada element del catàleg té una descripció, una imatge sempre que hagi estat possible conservar-ne una, un dibuix que mostra les lletres de la inscripció en la mida original i en la mateixa posició, i també una interpretació amb reconstrucció d'abreviacions i paraules esborrades o malmeses pel pas del temps. Finalment s'afegeix un comentari.

## El projecte CIL
El 1847 es va crear una comissió a Berlin amb la intenció de publicar una col·lecció organitzada de les inscripcions llatines, que a poc a poc els historiadors havien anant recollint durant els segles precedents. El director i impulsor d'aquesta comissió va ser Theodor Mommsen, el qual se'n va encarregar personalment de les inscripcions procedents d'Itàlia. Gran part del treball consistia a inspeccionar llocs i monuments per fer una rèplica fiable de l'original.

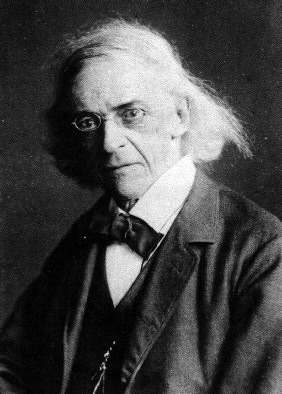
Theodor Mommsen, premi Nobel

En alguns casos es tenia coneixement d'una inscripció però s'havia perdut o no es trobava l'original, llavors els autors del catàleg centraven el seu estudi a fer una lectura acurada i comparaven les diferents versions que s'havien publicat per persones que si havien vist la citada inscripció. El primer volum del Corpus Inscriptionum Latinarum va estar enllestit el 1853.

## Estat actual
El CIL en l'actualitat consta de 17 volums d'unes 70 parts, amb un nombre aproximat de 180.000 inscripcions. Hi ha tretze suplements amb làmines de gravats i amb índex especials. El primer dels volums està dividit en dues seccions, i tracta de les inscripcions més antigues, fins a les darreries de la República Romana. Dels volums II al XIV la classificació de les inscripcions està dividida per zones geogràfiques, tenint en compte el lloc on han estat trobades. La resta de volums tracten altres temes, per exemple, el volum XVII, està completament dedicat a les fites dels camins. Està en marxa l'elaboració d'un volum XVIII que contindrà la Carmina Latina Epigraphica (versos en llatí). Des del 2003 hi ha dos volums anomenats "índex numèric", que correlacionen el nombre assignat a cada inscripció amb el volum del CIL on s'ha publicat el seu estudi.
El Berlin-Brandenburgische Akademie der Wissenschaften continua actualitzant el catàleg i revisant-lo per a posteriors publicacions.